# Fiorenzo di Lorenzo
Fiorenzo di Lorenzo (né en 1440 à Pérouse, Ombrie - mort en 1525) était un peintre italien de la Renaissance, peut-être le premier maître du Pérugin.
Ce fut un peintre important de l'école ombrienne et romaine.

## Tableaux
- Gonfanon et fresque de la  Madonna dei Raccomandati, signé et daté 1476.
- Vierge de miséricorde,
- Vierge à l'Enfant, cercle du peintre,  Cleveland museum of Art
- Retable de L'Adoration de l'Enfant et L'Annonce faite aux bergers, surmontés du Christ bénissant et tenant le livre (atelier)
- Saint Vincent Ferrer,
- La Vierge à l'Enfant entourée par une mandorle de séraphins,
- L'Adoration des mages (1490), Galerie nationale de l'Ombrie, Pérouse
- Mariage de la Vierge, attribué à Fiorenzo di Lorenzo et à Matteo Balducci, église Saint-Jérôme, près de Spello.